# Scarabaeus suri
Scarabaeus suri är en skalbaggsart som beskrevs av Hausmann 1807. Scarabaeus suri ingår i släktet Scarabaeus och familjen bladhorningar. Inga underarter finns listade i Catalogue of Life.